# Tetraktys

La Tetraktys.

La Tetraktys (Τετρακτύς en grec) o Tetoakutes és una figura triangular que consisteix en deu punts ordenats en quatre files, amb un, dos, tres i quatre punts en cada fila. Com a símbol místic, va ser molt important per als seguidors dels pitagòrics. No existeixen fonts fidedignes sobre el Tetraktys, perquè tot l'escrit sobre 
Pitàgores és de segles posteriors. El que sí que sembla cert és que el quart nombre triangular, el de deu punts i que ells anomenaven Tetraktys en grec, era part fonamental de la religió pitagòrica, sent un símbol místic molt important per als pitagòrics.